# Baldred (roi du Kent)
Pour l’article homonyme, voir Baldred (homonymie).
Baldred est roi du Kent dans les années 820. Il est le dernier souverain du royaume avant son annexion par le Wessex.

## Biographie
À la fin du VIIIe siècle, le royaume du Kent est soumis à son puissant voisin, la Mercie. Le roi Cenwulf de Mercie place sur le trône du Kent son frère Cuthred en 798, puis, à la mort de Cuthred, en 807, il gouverne directement la région comme s'il s'agissait d'une simple province de son propre royaume.
C'est dans les quelques années qui suivent la mort de Cenwulf, en 821, que se situe le règne de Baldred. Il est principalement attesté grâce aux monnaies frappées à Cantorbéry qui portent son nom : on ne connaît aucune charte dont il soit l'émetteur, et les sources écrites ne parlent de lui qu'au moment où son règne s'achève, en 825. On ignore ainsi la date de son arrivée au pouvoir : peut-être dès 821, ou seulement en 823, après la mort de Ceolwulf, frère et éphémère successeur de Cenwulf,.

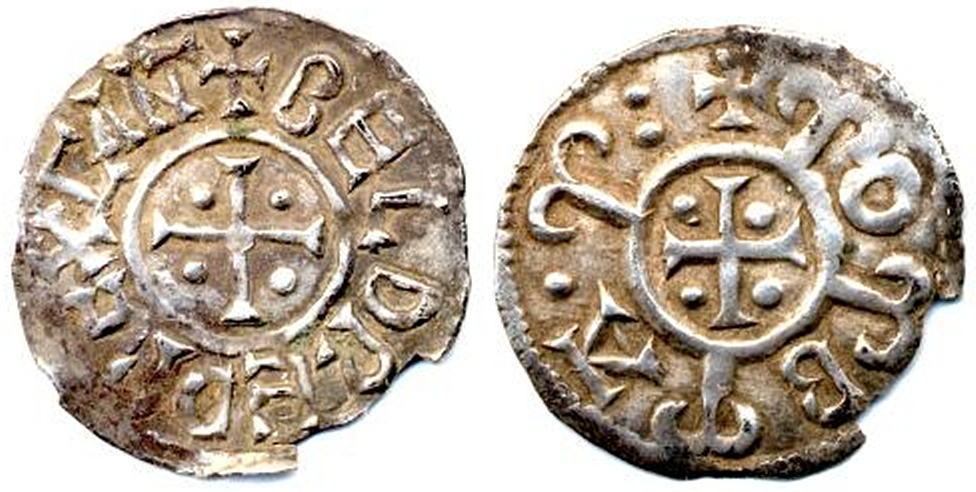
Une autre pièce frappée à Cantorbéry sous le règne de Baldred.

Le propre successeur de Ceolwulf s'appelle Beornwulf, un nom qui commence par un B, comme celui de Baldred. Cette allitération suggère la possibilité que les deux hommes aient appartenu à la même famille, comme Cenwulf et Cuthred, et que Baldred ait été placé à la tête du Kent comme vassal de Beornwulf. Une charte de l'archevêque de Canterbury Wulfred semble indiquer que l'autorité de Beornwulf reste reconnue dans la région, bien qu'on ne connaisse aucune monnaie kentique au nom de ce roi.
En 825, Beornwulf est vaincu par Ecgberht du Wessex à la bataille d'Ellendun. La Chronique anglo-saxonne indique qu'Egbert envoie ensuite son fils Æthelwulf dans le sud-est de l'Angleterre à la tête d'une armée pour y asseoir son autorité. Baldred est alors chassé de l'autre côté de la Tamise et le Kent se soumet au Wessex, soit dès 825, soit une ou deux années plus tard,.